# Distribucijska logistika
Distribucijska logistika (angl. distribution logistic) zajema dejavnosti logistike gotovih izdelkov, na poti od proizvajalca do končnega porabnika. Njena naloga je dostaviti izdelek do uporabnika v pravi količini in kakovosti, ob pravem času na pravo mesto, ob optimalnih stroških.
V ta namen dtribucijska logistika oblikuje, upravlja in nadzoruje procese, ki so potrebni, da se proizvodi in storitve ustrezno  dobavijo naročniku.

V okvir delovanja distribucijske logistike spadajo :

- skladiščenje gotovih proizvodov (z načrtovanjem distribucije)
- transport (planiranje transportnih sredstev in voznih redov, poznavanje lokacij, dostopnosti, pokritosti posameznih območij)
- embaliranje proizvodov
- dostava kupcu
- administrativna opravila

Podjetja lahko distribucijo izvajajo sama ali pa jo predajo drugim izvajalcem. 

Proizvajalci blaga največkrat ne dobavljajo neposredno do končnega porabnika, temveč preko vmesnih členov. Neposredne tržne poti, kjer proizvajalci prodajajo blago direktno končnim uporabnikom so redke. Običajno vsebujejo vmesne člene, kot so: trgovci na debelo in drobno, različni zastopniki in posredniki (transportna podjetja, javna skladišča) ki pospešujejo distribucijo.